# Azimut Holding
Azimut è un gruppo indipendente e globale nell’asset management, nel wealth management, nell'investment banking e nel fintech, al servizio di privati e imprese.
La capogruppo, Azimut Holding S.p.a., è quotata alla Borsa Italiana dal 7 luglio 2004 (AZM.IM) ed è membro dell’indice FTSE MIB.
Il Gruppo comprende diverse società attive nella promozione, nella gestione e nella distribuzione di prodotti finanziari e assicurativi aventi sede principalmente in Italia, Australia, Brasile, Cile, Cina (Hong Kong e Shanghai), Egitto, Emirati Arabi, Irlanda, Lussemburgo, Messico, Monaco, Portogallo, Singapore, Svizzera, Taiwan, Turchia e Usa.
Al 31 luglio 2024 le masse totali ammontavano a 103,4 miliardi di euro.

## Storia
Alla fine degli anni ottanta nasce la prima società di gestione con il nome Azimut nell’ambito di Akros Finanziaria.
Nel 1990, pochi mesi dopo l’arrivo di Pietro Giuliani, attuale presidente del Gruppo, prende vita il progetto da cui nasce l’attuale Gruppo.
Nel 1998 il Bipop-Carire acquista Azimut.
Alla fine degli anni Novanta parte la gestione lussemburghese di AzFund (oggi Azimut Investments).
Nel 2001, come risultato della ristrutturazione di Bipop Carire, Azimut acquista la società supportato da Apax Partner. Circa 700 persone investono nell'MBO completato nel giugno 2002.
Nel 2001 le società di distribuzione regionali confluiscono in Azimut Consulenza SIM (oggi Azimut Capital Management SGR).
Nel 2004 la capogruppo, Azimut Holding SpA, viene quotata alla borsa di Milano.
Viene costituita la compagnia assicuratrice AzLife (oggi Azimut Life) in Irlanda e parte la gestione hedge in Italia.
Nel 2010 il titolo Azimut Holding entra nell’indice FTSE Mib e nello stesso anno il Gruppo inizia l’espansione internazionale.
Tra la fine del 2010 e il 2011 Azimut avvia le sedi di Shanghai, Hong Kong ed in Turchia e rafforza il posizionamento in Europa con la presenza a Monaco e in Svizzera.
Nel 2013 si espande a Taiwan, in Brasile e a Singapore.
Nel 2014 sigla la prima acquisizione in Messico e fa il suo ingresso nel mercato australiano. Inoltre avvia un progetto nel settore degli investimenti alternativi nei mercati privati costituendo poi una società dedicata, Azimut Libera Impresa SGR.
Nel 2015 entra in Cile e nel 2016 negli Stati Uniti, a Miami. Due anni più tardi avvia la presenza negli Emirati Arabi Uniti.
Nel 2019 entra in Egitto e avvia negli Stati Uniti Azimut Alternative Capital Partners con l'obiettivo di creare partnership con società di gestione specializzate negli investimenti alternativi.
Nel 2022 apre una sede in Portogallo.

## Sostenibilità
La sostenibilità fa parte del DNA del Gruppo Azimut da più di vent'anni ed è uno dei suoi valori fondanti.
La sostenibilità è declinata attraverso tre diverse dimensioni: un team dedicato alle attività di Responsabilità Sociale d'impresa, una piattaforma di investimenti con un rating ESG e una Governance interna che garantisce affidabilità e trasparenza.
In ambito sostenibile il Gruppo Azimut ha lanciato, nel 1993, il primo fondo con approccio SRI, nel 2015 il primo fondo UCITS conforme alle norme ESG che investe in obbligazioni ibride e nel 2020 ha firmato i PRI delle Nazioni Unite. Inoltre, porta avanti il suo impegno supportando diverse iniziative e attività di sviluppo sostenibile, tra cui il Carbon Disclosure Project e il Forum per la Finanza Sostenibile di cui è socio.
A giugno 2024 le masse in prodotti che promuovono le caratteristiche ESG ammontano a 19,2 miliardi di euro.

## Dati economici
Il Gruppo ha registrato nel 2023 una raccolta netta totale pari a 6,9 miliardi di euro di cui circa la metà (€ 3,2 miliardi) indirizzata in prodotti di risparmio gestito. 
Al 31 luglio 2024 il totale delle masse si attesta a 103,4 miliardi di euro.

## Azionariato
L'azionariato comunicato alla Consob è il seguente:
- Azioni proprie 3%
- Oltre 2.000 tra gestori, consulenti finanziari e dipendenti sono uniti in un patto di sindacato che controlla circa il 22% della società
- Flottante 75%

Dati al 31 dicembre 2022